# واسیل لورداکه

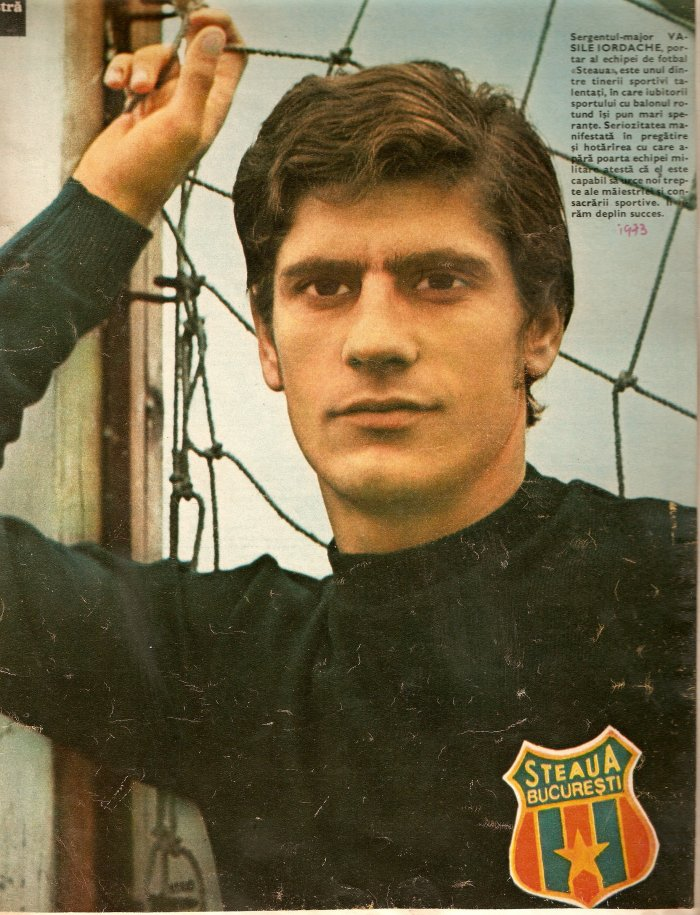
تصویری از واسیل لورداکه

واسیل لورداکه (رومانیایی: Vasile Iordache؛ زادهٔ ۹ اکتبر ۱۹۵۰) یک مربی فوتبال اهل رومانی است.
از باشگاه‌هایی که در آن بازی کرده‌است می‌توان به باشگاه فوتبال استوا بخارست اشاره کرد.
وی همچنین در تیم ملی فوتبال رومانی بازی کرده است.